# 岡本龍明
岡本 龍明（おかもと たつあき、1952年 9月22日 - ）は、日本の暗号理論研究者。NTTフェロー、京都大学大学院情報学研究科客員教授、愛媛大学大学院客員教授。愛媛県出身。

## 人物
NTTの研究所において、ベル研出身者で「音声圧縮技術」が知られる守谷健弘と「暗号理論」の岡本龍明の二人の研究は、「ノーベル賞に最も近い」といわれるほど、世界の先頭集団に入っているという。

## 略歴
- 1976年 東京大学工学部計数工学科卒業
- 1978年 東京大学工学系研究科計数工学専門課程修士課程修了
- 1978年 日本電信電話公社入社
- 1988年 東京大学より工学博士の学位を取得
- 1989-1990年 カナダ ウォータールー大学 客員助教授
- 1994‐1995年 AT&T Bell Laboratories 客員研究員
- 1999-2004年 東京大学大学院数理科学研究科 客員教授
- 2001年- 京都大学大学院情報学研究科 客員教授

## 表彰
- 1991年 NTT 研究開発本部長表彰・研究開発賞
- 1993年 電子情報通信学会業績賞、小林記念特別賞
- 1997年 電気通信普及財団賞（テレコムシステム技術賞）
- 1998年 科学技術庁長官賞（研究功績者賞）
- 1999年 NTT R＆Dフェロー
- 2000年 日経BP技術賞
- 2003年 電子情報通信学会フェロー
- 2012年 紫綬褒章[2]
- 2015年 国際暗号学会 (IACR)（英語版）フェロー
- 2018年 朝日賞[3]

## 学会等の役員
- 国際暗号学会 (IACR) 理事 (1998-2000)
- 日本応用数理学会 理事 (1999-)
- 日本応用数理学会 会長 (2007.4-2008.3)
- 電子情報通信学会・情報セキュリティ研究専門委員長 (1999.5-2000.4)
- 電子情報通信学会・和文論文誌「代数曲線とその応用」特集号編集委員長 (1999.8)
- 日本応用数理学会「数論アルゴリズムとその応用」研究部会幹事 (2000-)
- 電子情報通信学会・英文論文誌「暗号と情報セキュリチィ」特集号編集委員長（2000.1）
- 電子情報通信学会 理事 (2001.5-2003.4)
- 日本数学協会 理事 (2002-)
- 電子情報通信学会・「基礎・境界ソサイエティ フェロー推薦委員会」委員 (2003-2005)
- 電子情報通信学会・「論文賞委員会」(2005)
- 日本応用数理学会「JJAM（日本応用数理学会 英文論文誌）」編集委員 (2005-)

## 著書
- 『暗号・ゼロ知識証明・数論』（共立出版 1995）
- 『現代暗号』（産業図書 1997）
- 『暗号と情報セキュリティ』（日経BP社 1998）
- 『情報セキュリティ技術』（電気通信協会 2000）
- 『現代暗号・確率的証明・擬似乱数』(翻訳)（シュプリンガー・フェアラーク東京 2001）
- 『公開鍵暗号の数理』（共立出版 2011)
- 『量子計算：ナチュラルコンピューティング・シリーズ』（近代科学社 2015)
- 『現代暗号の誕生と発展　ポスト量子暗号・仮想通貨・新しい暗号』（近代科学社 2019)